# Chen (branche terrestre)
Pour les articles homonymes, voir Chen.
Chen ou Tch’en (辰, pinyin : chén) est la cinquième branche terrestre du cycle sexagésimal chinois, précédée par mao et suivie par si.
Dans l'astrologie chinoise, chen correspond au signe du dragon.  Dans la théorie des cinq éléments, chen est de l'élément terre, et dans la théorie du yin et du yáng, au yáng. En tant que point cardinal, chen représente par rapport au nord une direction de 120° dans le sens des aiguilles d'une montre (direction 4 h).
Le mois du chen correspond au 3e mois du calendrier lunaire chinois et l’heure du chen, ou « heure du dragon » à la période allant de 7 à 9 h du matin.

## Combinaisons dans le calendrier sexagésimal
Dans le cycle sexagésimal chinois, la branche terrestre chen peut s'associer avec les tiges célestes wu, geng, ren, jia et bing pour former les combinaisons :
- Wuchen
- Gengchen
- Renchen
- Jiachen
- Bingchen